# 叶季壮

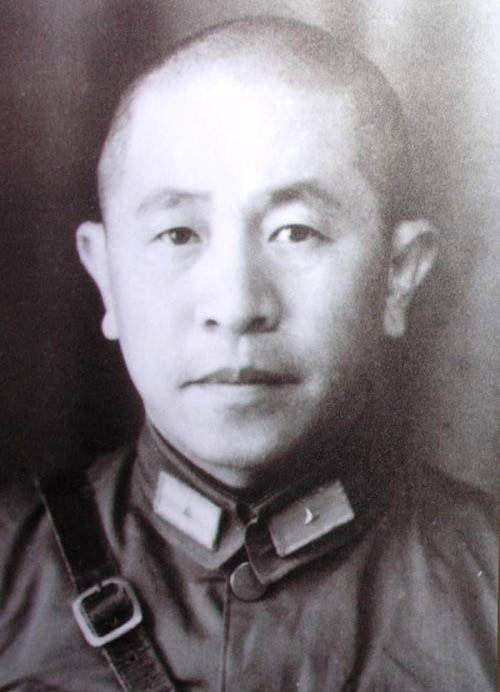
叶季壮

叶季壮（1893年—1967年6月27日）原名叶毓年，字耀周。出生于中国广东省新兴县。中华人民共和国政府官员。
叶季壮的母亲在他出生时就死了。叶季壮在广州受到法学教育，1914年毕业于广东公立法政学堂。此后以实习法官、教师和记者为业。
1925年11月他参加中国共产党。四一二事变后他逃亡澳门、上海和香港。1929年12月组织百色起义。他的部队到达井岗山后他主要负责后勤工作。在长征的过程中，他的主要任务也是保障供给，到达延安后他负责财政和物资。
1945年，抗日战争结束之时，他被派往关外负责经济和建设工作，时任东北人民自治军后勤部部长，后兼任东北银行总经理。同年9月16日，毛泽东授予彭真、陈云、叶季壮中将军衔。
中华人民共和国成立后，他先后担任贸易部和对外贸易部部长。文化大革命中叶季壮被作为“走资派”而遭到批斗。1967年6月27日逝世于北京。